# Fabian de Furundarena Labat
Fabian de Furundarena Labat (Tolosa (Guipúscoa), 20 de gener de 1862 - idem. 1928) fou un pianista i compositor basc.
Cursà els primers estudis musicals amb els professors Modesto Letamendia i Felipe Gorriti. Després de traslladar-se a Madrid el 1879 i guanyà el primer premi de piano, marxà a París on estudià amb Marmontel, fins que tornà a Madrid el 1886. Des d'aquest anys fins al 1907 residí en la capital d'Espanya, on a més, de dedicar-se a l'ensenyança, donà gran nombre de concerts i formà part de la Societat de Quartets de Madrid. A més, va actuar, com a concertista en d'altres moltes poblacions espanyoles i a París, fent-se aplaudir arreu per la seva tècnica segura i per la seva honrada interpretació.
Tenia un gran repertori, ja que abraçava des dels clàssics fins als que llavors es feien anomenar moderns; Mússorgski, Ravel, Albéniz, Falla, Milhaud o Satie.
El 1908 començarà la seva col·laboració amb el violinista César Figuerido i les gires de concerts per ciutats importants com París, Barcelona, València i Madrid que els atorgant gran anomenada i prestigi.
Els últims anys de la seva vida va viure retret i dedicat principalment a la composició, podent-se citar entre les seves obres: Album para piano (15 peces); Vals de Salón; Romanza sin palabras; Negarrez ta Raffez; dos zorzicos, Flores; dues suites de valsos curts; Beotibarko zelayetan, zortzico, i altres per a piano sol i cant i piano.